# Yaz Şarkısı
Yaz Şarkısı è un serial televisivo turco composto da 8 puntate, trasmesso su Fox dal 9 luglio al 27 agosto 2023, con protagonisti Nilsu Berfin Aktaş, Mustafa Mert Koç ed Efekan Can.

## Trama
Gülbeyaz Yıldırım, conosciuta da tutti come Yaz, spinta dal sogno del suo defunto padre, decide di trasferirsi a Istanbul per iniziare un nuovo capitolo della sua vita. Una volta giunta lì, non sapeva che il suo arrivo avrebbe scatenato turbolenze nell'incrollabile legame tra due cari amici, Kemal Sonay e Murat Hasamaç.

## Episodi
| Stagione       | Episodi | Prima TV Turchia | Prima TV Italia |
| -------------- | ------- | ---------------- | --------------- |
| Prima stagione | 8       | 2023             | inedita         |

## Personaggi e interpreti
- Gülbeyaz "Yaz" Yıldırım (episodi 1-8), interpretata da Nilsu Berfin Aktaş.
- Kemal Sonay (episodi 1-8), interpretato da Mustafa Mert Koç.
- Murat Hasamaç (episodi 1-8), interpretato da Efekan Can.
- Emine Yıldırım (episodi 1-8), interpretata da Oya Başar.
- Neriman Hasamaç (episodi 1-8), interpretata da Yeşim Ceren Bozoğlu.
- Aslı Paksoy (episodi 1-8), interpretata da Zehra Yılmaz.
- Fadime Güzelce (episodi 1-8), interpretata da Duygu Karaca.
- Mehpuş (episodi 1-8), interpretata da Su Şanad.
- Defne (episodi 1-8), interpretata da Merve Sevin.
- Sedat (episodi 1-8), interpretato da Ömer Kılıç.
- Sema Yıldırım (episodi 1-8), interpretata da Selin Vardarlı.
- Alice (episodi 6-8), interpretata da Camila Duarte Çakır.

## Produzione
La serie è diretta da Doğa Can Anafarta, scritta da Ramazan Demirli, Zafer Özer Çetinel, Görkem Tüzün, Elif Özsüt e Gökhan Temel e prodotta da Pastel Film.

### Riprese
Le riprese sono state effettuate da inizio giugno ad agosto 2023 a Istanbul e a Rize.

## Promozione
L'esordio della serie, previsto per il 9 luglio 2023, è stato annunciato il 28 giugno attraverso i profili social della serie, di Fox e della società di produzione Pastel Film. I primi promo sono stati rilasciati da Fox dal 17 giugno 2023, mentre il poster della serie è stato rilasciato il 26 giugno.